# Нутини, Паоло
Па́оло Джова́нни Нути́ни (итал. Paolo Giovanni Nutini, род. 9 января 1987 в Пейсли)  — шотландский певец. Успех ему принесли видеоклип «Jenny Don't Be Hasty» и запоминающийся гимн целебным свойствам обуви — New Shoes.

## Юность
Нутини родился в Пейсли, Шотландия. Его отец, Альфредо, шотландец итальянского происхождения из Барги в Тоскане, в то время как его мать, Линда, шотландка. Ожидалось, что он последует за своим отцом в семейный бизнес по продаже рыбы и чипсов. В детстве он посещал молодёжный театр PACE Theatre Company. Впервые его вдохновил петь его дедушка, Джованни Нутини, и учитель в Академии Сент-Эндрюс, который признал его талант.

## Карьера
В 16 лет Нутини поехал в тур с группой своих друзей в роли road-менеджера, продавца футболок и поддержки на сцене. Затем Паоло оставил школу в Глазго и переехал в Лондон, где начал регулярно выступать в клубах. На него обратили внимание и Паоло подписал контракт с Atlantic Records вскоре после своего 18-летия, и начал запись своего дебютного альбома с известным продюсером Кеном Нельсоном, работавшим с Coldplay, Ray LaMontagne и Badly Drawn Boy.
Результат их работы — дебютный альбом These Streets — последовал за переездом Паоло из его любимого Пейсли в Лондон, впечатления от которого отражены в заглавной песне альбома.
«В основном, мой альбом — это автобиографическое путешествие, – говорит Нутини, – дневник, если хотите, последних трёх лет».
В июле вышел первый сингл «Last Request» и попал сразу на пятое место в чартах Великобритании. Дебютный альбом These Streets — на третье, получив статус золотого всего за две недели, а недавно стал и платиновым. Вдобавок к такому успеху альбом получил хвалебные рецензии критиков. Журнал «Uncut (magazine)» дал ему четыре звезды из пяти, «The Observer» отметил талант Паоло к написанию изящных, мелодичных песен, а американский «Rolling Stone» включил его в список 10 лучших новых исполнителей 2006 года.
Паоло выступал на разогреве таких суперзвёзд как Paul Weller и Rolling Stones, а также участвовал в телешоу «Top of the Pops» и «Later with Jools Holland». В июле состоялось его выступление на фестивале Montreux Jazz Festival на одной сцене с такими знаменитостями как Solomon Burke, Robert Plant и Kid Rock. Один из личных кумиров Паоло, легенда соул музыки Ben E. King, был настолько впечатлён его талантом, что пригласил на сцену выступить вместе с ним.

## Личная жизнь
У Нутини были 8-летние отношения с моделью Тери Броган. Пара познакомилась в Академии Святого Андрея в Пейсли и начала встречаться, когда им было 15 лет. После их разрыва у него были романтические отношения с ирландской телеведущей и моделью Лорой Уитмор. Нутини состоял в отношениях с английской актрисой и моделью Эмбер Андерсон с 2014 по 2016 год.
Нутини заявил в интервью в июне 2014 года, что он курил марихуану каждый день своей жизни начиная с 16 лет. Он имеет почётную докторскую степень в университете своего родного города в Пейсли, Университете Западной Шотландии.

## Дискография
- These Streets (2006)
- Sunny Side Up (2009)
- Caustic Love (2014)
- Last Night in the Bittersweet (2022)